# Žvekalka
Žvekalka (latinsko musculus masseter) je parna mišica, ki spada v skupino žvečnih mišic. Izhaja z ličnega mostička in se pripne na vogal spodnje čeljustnice.
Žvekalka dviga spodnjo čeljustnico in posledično zapira usta.
Oživčuje jo živec mandibularis (V3).